# 美吉左久子
美吉 左久子（みよし さくこ、1919年8月31日 - 2010年11月）は、元宝塚歌劇団男役（元花組・月組・雪組・星組組長でもあった）の人物である。本名：春馬 美智子（はるうま みちこ）。兵庫県神戸市出身。宝塚歌劇団時代の公称身長は162cm。宝塚歌劇団時代の愛称はウマちゃん、ハルウマさん。以前の芸名は美吉 佐久子であった。第14回芸術祭賞奨励賞受賞。

## 来歴・人物
神戸市兵庫尋常小学校（現・神戸市立兵庫大開小学校）卒業後、1932年4月に、宝塚歌劇団22期生として宝塚音楽歌劇学校（現・宝塚音楽学校）に入学して、宝塚少女歌劇団（現・宝塚歌劇団）に入団する。当時は入学イコール入団で、学校と劇団は一体であった。宝塚入団時の成績は39人中35位。
初舞台公演演目は1933年4月『世界一周』。
1950年 - 1951年、月組組長。
1953年 - 1961年、雪組組長。
1963年 - 1965年、花組組長。 
1969年 - 1975年、星組組長。4組時代の宝塚歌劇団において、現在も全組で組長を務めたのは美吉ただ一人だけである。 
1979年、『白夜わが愛』で宝塚歌劇団を退団する。
退団後は歌劇団演技講師として活動する。1981年、『海鳴りにもののふの詩が』で演技指導を始め、『夜明けの序曲』『風と共に去りぬ』『ベルサイユのばら』『忠臣蔵』『ダル・レークの恋』『天使の季節』『花舞う長安』など手がけている。
2010年11月、死去。
2014年、設立された『宝塚歌劇の殿堂』最初の100人のひとりとして殿堂入りを果たしている。

## 宝塚歌劇団時代の主な舞台出演
- 『弓矢太郎』（花組、1941年1月26日 - 2月24日、宝塚大劇場）
- 『名馬する墨』（花組、1942年1月1日 - 1月25日、宝塚大劇場）
- 『心の故郷』『希望の泉』（花組、1942年9月26日 - 10月25日、宝塚大劇場）
- 『母なる佛塔』（花組、1943年9月26日 - 10月24日、宝塚大劇場）
- 『鼎法師』『木六駄』『日本民謡集』（花組、1945年11月1日 - 11月29日、小劇場）
- 『メキシカーナ』『鏡獅子』（花組、1946年6月1日 - 6月30日、宝塚大劇場）
- 『グラナダの薔薇』（花組、1946年8月6日 - 8月25日、宝塚大劇場）
- 『モン・パリ』（花組、1947年9月2日 - 9月29日、宝塚大劇場）
- 『アデュウ一九四七年』『ミモザの花』（花組、1947年12月2日 - 12月28日、中劇場）
- 『夜鶴双紙』『ブルーヘブン』（星組、1948年9月22日 - 10月11日、宝塚大劇場）
- 『高山右近』『想ひ出の薔薇』（星組、1949年6月1日 - 6月20日、宝塚大劇場）
- 『三人片輪』『東京・ニューヨーク』（星組、1949年8月10日 - 8月30日、宝塚大劇場）
- 『夢殿』（星組、1949年12月1日 - 12月28日、中劇場）
- 『蜜蜂の冒険』（月組、1951年5月1日 - 5月30日、宝塚大劇場）
- 『ジャワの踊り子』- ハジ・タムロン刑事 役（雪組、1952年10月1日 - 10月30日、宝塚大劇場）
- 『四つの花物語』（雪組、1955年6月2日 - 6月29日、宝塚大劇場）
- 『出雲の阿國』（雪組、1955年10月1日 - 10月30日、宝塚大劇場）
- 『かっぱの姫君』（雪組、1956年5月1日 - 5月30日、宝塚大劇場）
- 『赤と黒』（花組、1957年9月1日 - 9月29日、宝塚大劇場）
- 『ペロー博士の贈物』『浦島もの狂い』（雪組、1956年10月2日 - 10月30日、宝塚大劇場）
- 『鯨』（雪組、1958年8月1日 - 8月31日、宝塚大劇場）
- 『浅間の殿様』『ダル・レークの恋』- ジャスビル 役（月組、1959年7月1日 - 7月30日、宝塚大劇場）
- 『剣豪と牡丹餅』（星組、1961年10月1日 - 10月30日、宝塚大劇場）
- 『シャングリラ』（星組、1964年4月4日 - 4月29日、東京宝塚劇場）
- 『レビュー・オブ・レビューズ』- 老貴婦人 役（花組・雪組、1964年5月7日 - 5月31日、宝塚大劇場）
- 『狐貉狸さん』- 花散丘 役（花組、1964年9月2日 - 9月29日、宝塚大劇場）
- 『スペードの女王』- 伯爵夫人 役（月組、1965年5月1日 - 5月31日、宝塚大劇場）
- 『海の花天女』（月組、1965年10月2日 - 10月28日、宝塚大劇場）
- 『龍風夢』- 馬馬 役（花組、1967年1月1日 - 1月25日、宝塚大劇場）
- 『おーい春風さん』- 地蔵 役（月組、1967年1月28日 - 2月28日、宝塚大劇場）
- 『トリスタンとイゾルデ』- ゴルヴナル 役（雪組、1968年6月29日 -7月29日、宝塚大劇場）
- 『シルクロード』- トオリルカン 役（1969年3月27日 - 4月24日、宝塚大劇場）
- 『星の牧場』- 牧場主、ティンパニー 役（星組、1971年1月30日 - 2月25日、宝塚大劇場）
- 『我が愛は山の彼方に』- 永将軍 役（星組、1971年8月27日 - 9月29日、宝塚大劇場）
- 『ノバ・ボサ・ノバ』- メール夫人 役（星組、1971年5月29日 - 6月29日、宝塚大劇場）
- 『アラベスク』- 道化師 役（星組、1972年11月2日 - 11月30日、宝塚大劇場）
- 『ラ・ラ・ファンタシーク』- 女神 役（星組、1973年3月24日 - 4月25日、宝塚大劇場）
- 『この恋は雲の涯まで』- 金売り吉次 役（花組、1973年7月28日 - 8月28日、宝塚大劇場）
- 『この恋は雲の涯まで』- 金売り吉次 役（星組、1973年8月29日 - 9月27日、宝塚大劇場）
- 『虞美人』- 范増 役（星組・花組合同、1974年3月23日 - 4月25日、宝塚大劇場）
- 『恋こそ我がいのち』- ラモール侯爵 役（1975年10月2日 - 11月11日、宝塚大劇場）
- 『ベルサイユのばら』- オルレアン公爵夫人 役（花組、1975年11月1日 - 27日、東京宝塚劇場）
- 『ベルサイユのばらⅢ』- メルシー伯爵 役（星組、1976年3月25日 - 5月12日、宝塚大劇場）
- 『朱雀門の鬼』（花組、1977年1月1日 - 2月15日、宝塚大劇場）
- 『風と共に去りぬ』- ピティパット 役（星組、1977年5月12日 - 6月28日、宝塚大劇場）
- 『わが愛しのマリアンヌ』- アルバゴン 役（月組、1977年9月30日 - 11月8日、宝塚大劇場）
- 『風と共に去りぬ』- ミード博士 役（花組、1978年2月16日 - 3月22日、宝塚大劇場）
- 『春風の招待』（雪組、1979年1月1日 - 2月13日、宝塚大劇場）
- 『白夜わが愛』（星組、1979年5月11日 - 6月26日、宝塚大劇場）＊退団公演